# Swertia puberulenta
Swertia puberulenta là một loài thực vật có hoa trong họ Long đởm. Loài này được Jeps. miêu tả khoa học đầu tiên năm 1939.